# توماس إل. براون الثاني
توماس إل. براون الثاني (بالإنجليزية: Thomas L. Brown II)‏ هو ضابط أمريكي، ولد في 1960.